# 聖ペテロと聖アンデレの召命 (ギルランダイオ)
『聖ペテロと聖アンデレの召命』（せいペテロとせいアンデレのしょうめい、伊: Vocazione dei santi Pietro e Andrea, 英: Vocation of Saints Peter and Andrew）は、ルネサンス期のイタリアの画家ドメニコ・ギルランダイオが1481年から1482年に制作した絵画である。フレスコ画。『使徒の召命』（しとのしょうめい、伊: Vocazione dei primi apostoli, 英: Vocation of the Apostles）とも呼ばれる。『新約聖書』の福音書で言及されている使徒の召命（あるいは改宗）を主題としており、最前景と画面左の背景部に聖ペトロと聖アンデレの召命、画面右の背景部分に聖ヤコブと聖ヨハネの召命が描かれている。ローマ教皇シクトゥス4世に招聘されたヴァチカン宮殿のシスティーナ礼拝堂の装飾事業の一部として制作された作品で、東壁の『キリストの復活』（Risurrezione di Gesù）とともに北壁に描かれた。

## 主題
四使徒の召命は「マタイによる福音書」4章、「マルコによる福音書」1章、「ルカによる福音書」5章で言及されている。
「マタイによる福音書」および「マルコによる福音書」によると、四使徒はガリラヤ湖のほとりに住む漁師であった。イエス・キリストが湖畔を歩いていると、2人の兄弟シモン（ペトロ）とアンデレが網を使って漁をしているのを見た。イエスは兄弟に「わたしについて来て、人間を獲る漁師になりなさい」と言われた。2人はすぐに網を捨てて従った。別の場所ではゼベダイの2人の息子ヤコブとヨハネが父親とともに舟の中で網の手入れをしていた。彼らを見たイエスは2人を呼ぶと、2人は舟と父親を残してイエスに従った。
「ルカによる福音書」によると、あるときイエスはガラリヤ湖畔に来るとシモンに頼んで舟を出してもらい、湖の上で群衆に説教をした。その後イエスはシモンに沖に出て漁をするよう言った。シモンは「一晩中漁をしましたが何も獲れませんでしたよ」と言いつつも網を投げると大量の魚が獲れたため、シモンだけでなくその場にいたヤコブとヨハネの兄弟、その他の群衆はみな大いに驚いた。シモンがイエスの足元に平伏すると、イエスは彼に「わたしについて来て、人間を獲る漁師になりなさい」と言われた。

## 制作経緯

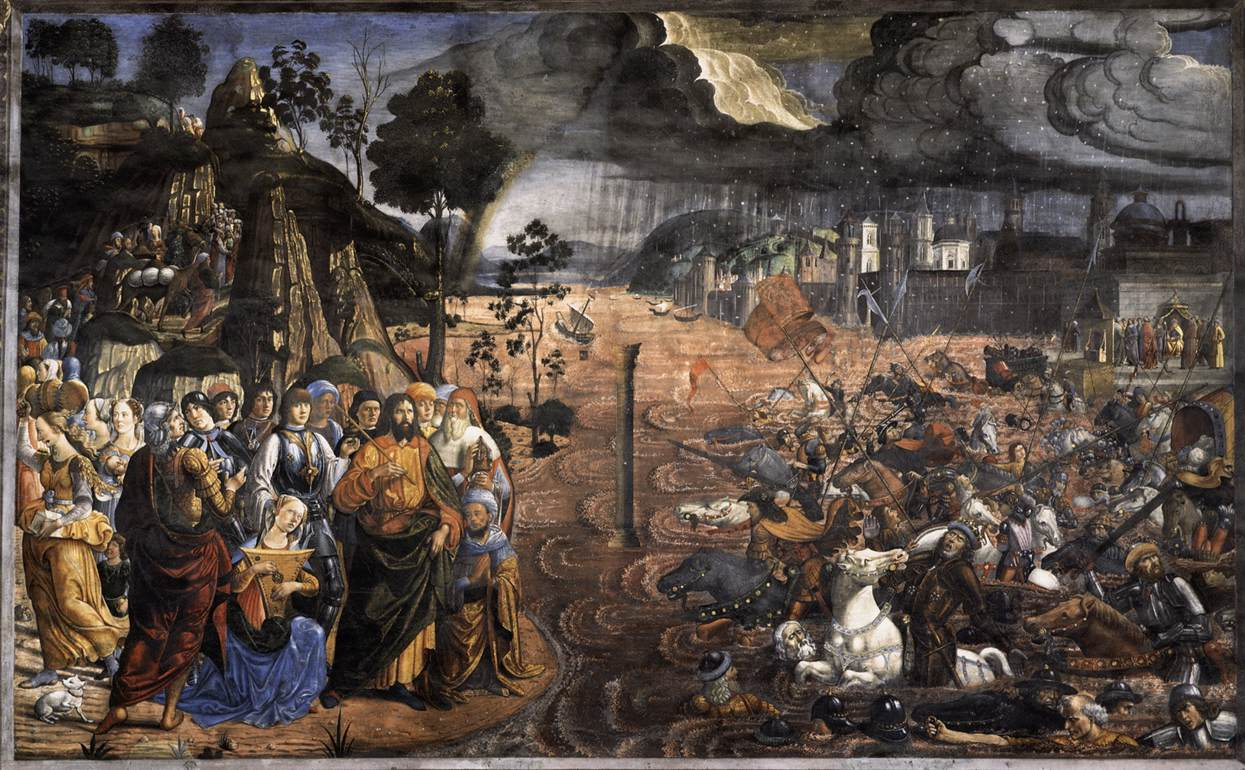
本作品と向かい合うコジモ・ロッセリの『紅海横断』。ギルランダイオあるいはビアージョ・ダントーニオ作ともいわれる。

教皇シクストゥス4世は1477年から1480年にかけてヴァチカン宮殿の旧礼拝堂を建て直し、自身の教皇名にちなんでシスティーナ礼拝堂と名づけた。当時すでに高い名声を得ていたギルランダイオは、他のフィレンツェの画家ピエトロ・ペルジーノ、コジモ・ロッセリ、サンドロ・ボッティチェッリとともに、礼拝堂装飾事業のためにローマに招聘された。これはフィレンツェの事実上の支配者であるロレンツォ・デ・メディチとシクストゥス4世の和解の一環であった。彼らはローマで2つの連作、礼拝堂の南の壁面中層の《モーセ伝》と、北の壁面中層の《イエス・キリスト伝》を制作した。これらの連作では予型論の観点から『旧約聖書』と『新約聖書』が統一体であるという考えが示され、キリストと先駆的存在としてのモーセの対応する場面が並べられた。
ギルランダイオは、1481年10月27日にペルジーノ、コジモ・ロッセリとともに、礼拝堂の壁に10点のフレスコ画を制作する契約を結んだ。期限は1482年3月15日であった。各画家は同じサイズの横長の画面を与えられ、ギルランダイオは北壁に第3の壁画『使徒の召命』を、エントランスがある東壁に『キリストの復活』を制作した。後者の作品はジョルジョ・ヴァザーリの時代には大部分が損傷しており、壁が破壊されたことで完全に消失した。その後、1571年から1572年にかけてフランドル出身の画家ヘンドリク・ファン・デン・ブルークによって描かれた。ギルランダイオはまた壁面上層の空間に描かれた教皇の30の肖像画のうち6体から7体を描いたほか、おそらくギルランダイオの工房によって何体かの肖像画が制作された。

## 作品
| 画面右の肖像画群とその中の1人イオアンネス・アルギロプロス。 |  | 画面右の肖像画群とその中の1人イオアンネス・アルギロプロス。 |
| 画面右の肖像画群とその中の1人イオアンネス・アルギロプロス。 |  |                                                             |

ギルランダイオは、使徒の召命の主題の中でもとりわけ聖ペトロと聖アンデレの召命を大きく取り上げて描いている。ギルランダイオは画面の中に召命の3つの場面を配置したが、画面左の背景では舟に乗って漁をする聖ペトロと聖アンデレに話しかけるイエス・キリストの姿を描き、画面中央の最前景でキリストを跪拝する聖ペトロと聖アンデレを描いている。また画面右の背景では父ゼベダイとともに舟に乗り、網を繕っている聖ヤコブと聖ヨハネを描いている。背景にはガラリヤ湖の豊かな水と緑を含む広大な風景が広がり、波のような丘の稜線は遠くへと沈むようである。本作品の大きな特徴として挙げられるのは、画面の両側を占める聖書の場面を目撃する群衆である。とりわけ画面右側の群衆はギルランダイオの同時代のフィレンツェ人の肖像画で構成されていることが指摘されている。
イエスなど人物像のいくつかのポーズはマサッチオのフレスコ画『貢の銭』（Pagamento del tributo）の影響を受けており、空間は同じくシスティーナ礼拝堂のペルジーノのフレスコ画『聖ペテロへの天国の鍵の授与』（Consegna delle chiavi）、繊細な大気や人物の表情はボッティチェッリの影響がうかがえる。

### 画面右

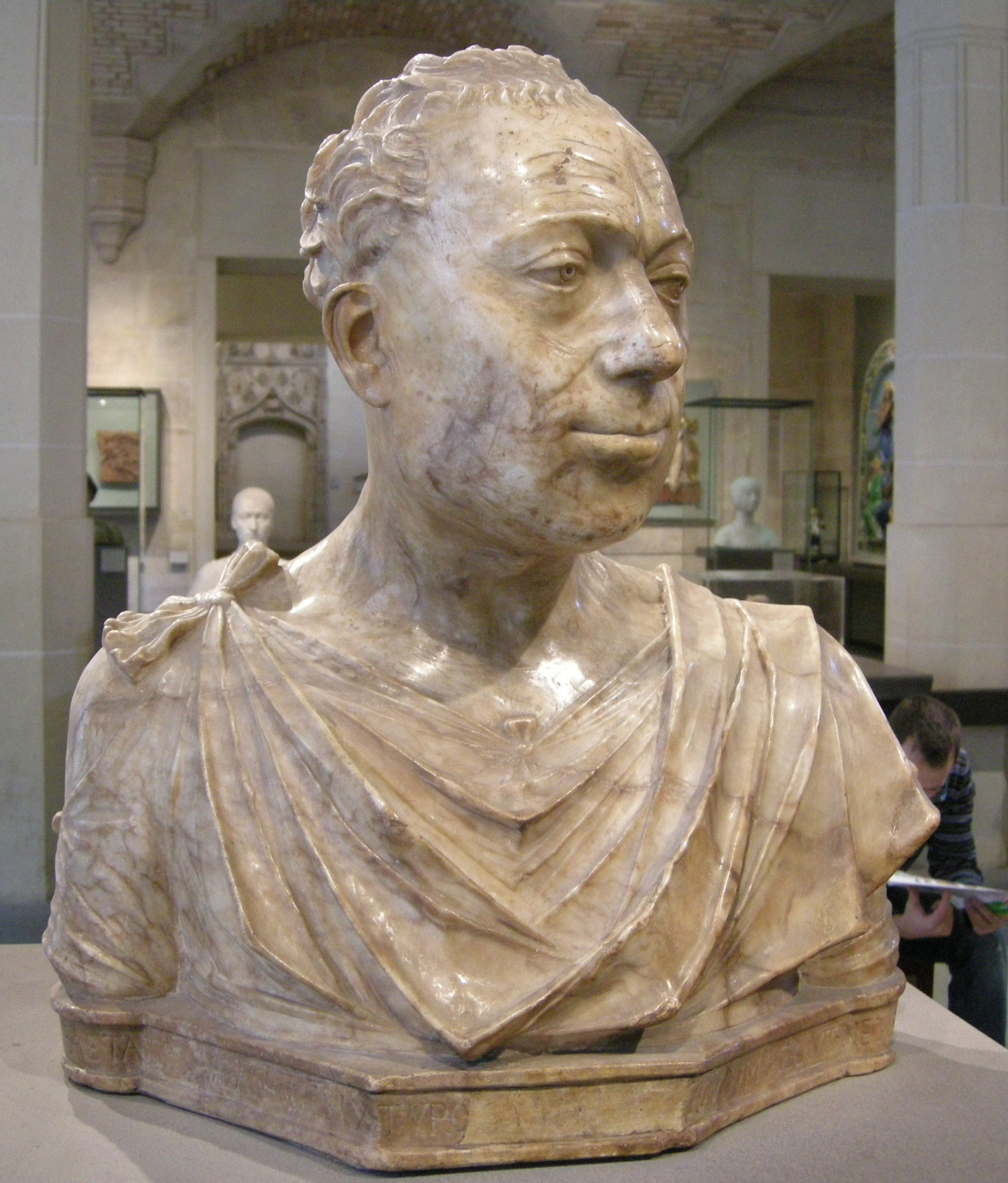
ディオティサルヴィ・ネローニ。

画面右の肖像画群はローマに多数あったフィレンツェ人居住地において特に重要な人物たちで占められている。その中で最も重要な人物は、2列目の左から6番目に描かれているジョヴァンニ・トルナブオーニである。ジョヴァンニはピエロ・ディ・コジモ・デ・メディチと結婚し、ロレンツォ・デ・メディチの母となったルクレツィア・トルナブオーニの弟で、ローマにおけるメディチ銀行の頭取であり、教皇シクストゥス4世の出納官を務めた。本作品が描かれたとき、ジョヴァンニは妻フランチェスカ・ピッティ（Francesca Pitti）と死別して3年が経っていたが、いまだ妻を失った心痛が回復しておらず、癒えることがない深い悲しみと苦悩が年老いた彼の肖像画の中に残されている。
最前景には赤い服と帽子を身に着けた白髪の人物が描かれている。この人物はチェッコ・トルナブオーニ（Cecco Tornabuoni）とされ、その横顔は深い教養を思わせる落ち着いた気品に満ちている。彼は翌年ローマで死去し、サンタ・マリア・ソプラ・ミネルヴァ聖堂に埋葬された。墓碑を制作したのは彫刻家ミノ・ダ・フィエーゾレであった。
最前景にはもう1人の白髪の人物が描かれている。この老人はフィレンツェ人フランチェスコ・ソデリーニ、あるいはオルシーニ家出身のライモンド・オルシーニ（Raimondo Orsini）と考えられ、温厚な人柄がにじみ出るような思慮深さを感じさせる。
この人物の隣にひときわ目を引く人物が立っている。彼はたくわえた白いひげを短く刈り込み、頭に黒い帽子をかぶっている。この人物はコンスタンティノープル出身の人文主義者・翻訳家のイオアンネス・アルギロプロスで、1453年のコンスタンティノープルの陥落の際にフィレンツェに亡命した。フィレンツェではメディチ家の人文主義サークルに迎えられ、プラトン・アカデミーでギリシャ語の講義をした。またアリストテレスを翻訳してギリシャ哲学の紹介に努めた。
画面右端の才気あふれる横顔の人物はジョヴァンニ・アントニオ・ヴェスプッチ（Giovanni Antonio Vespucci）と考えられている。

### 画面中央
画面中央のキリストの背後にいる人物はディオティサルヴィ・ネローニとされている。ネローニは古くからメディチ家と親交があり、コジモ・デ・メディチの最高顧問を務めた人物で、その思慮深さからコジモは息子ピエロ・ディ・コジモ・デ・メディチにネローニを助言者としてそばに置いておくことを勧めていた。ところがピエロが僭主になると、ネローニはルカ・ピッティ、アンジェロ・アッチャイウオリ・ディ・カッサーノ、ニッコロ・ソデリーニ（Niccolò Soderini）らとともにクーデターを計画した。しかし計画は失敗し、ネローニはシチリア、ヴェネツィア、フェラーラに亡命し、最終的に1482年にローマで死去した。ネローニはローマでは1人離れて住んでいたという。このためおそらくギルランダイオは、ネローニをフィレンツェ人の群衆から孤立させ、まるでイスカリオテのユダのごとく、キリストの背後に配置したのではないかと考えられている。

## 備考
何人かの研究者はヴァザーリがコジモ・ロッセリの作品とした『紅海横断』（Le Passage de la mer Rouge）をギルランダイオに帰属している。この帰属は1906年にドイツの美術史家アントン・グローナーAnton Gronerによって主張されたのち、1986年にイギリスの美術史家ジョン・シェアマンによって再び主張されたが、2000年にジーン・カドガン（Jean Cadogan）によって否定されている。近年はかなりの部分がビアージョ・ダントーニオによって制作されたとするバーナード・ベレンソンの主張をとることが増えている。

## ギャラリー

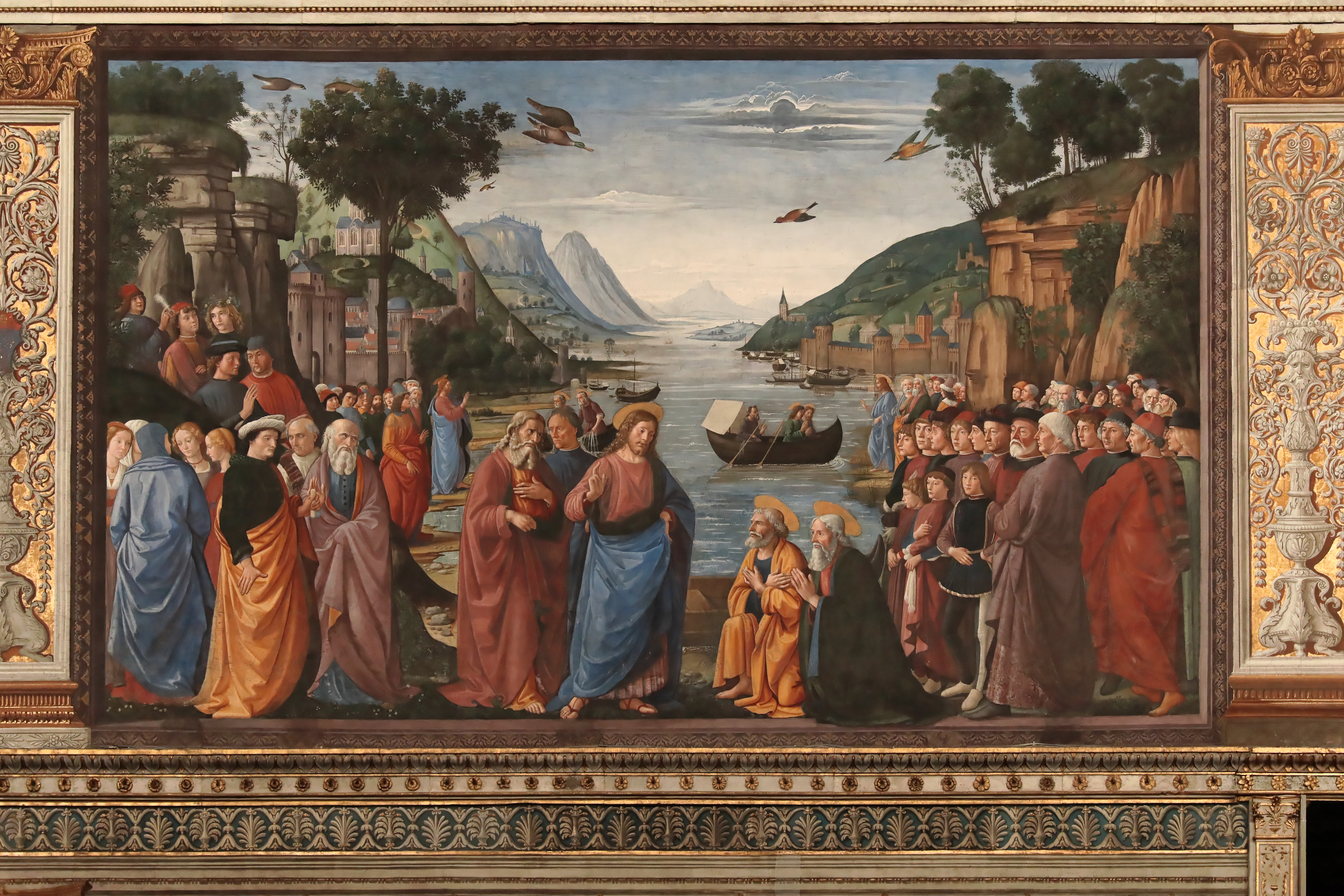
修復後の壁画
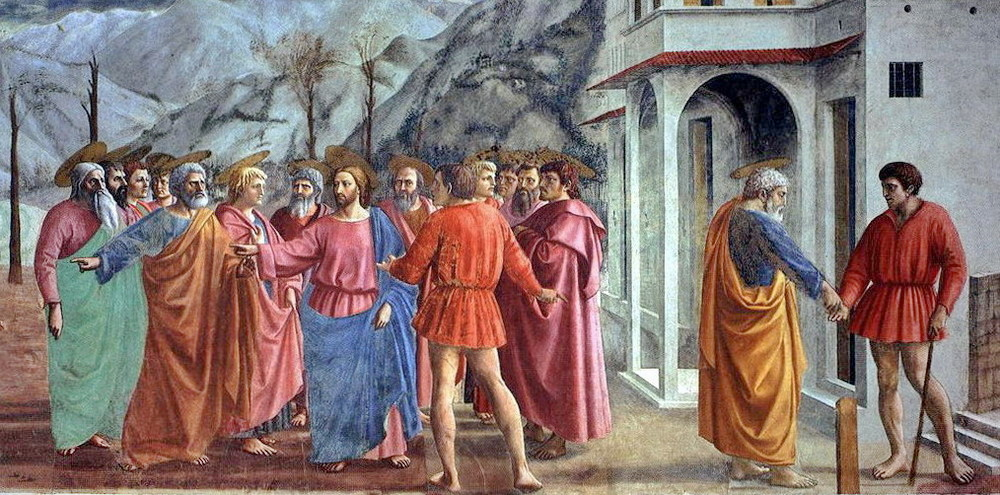
マサッチオ『貢の銭』1424年 サンタ・マリア・デル・カルミネ教会（英語版）
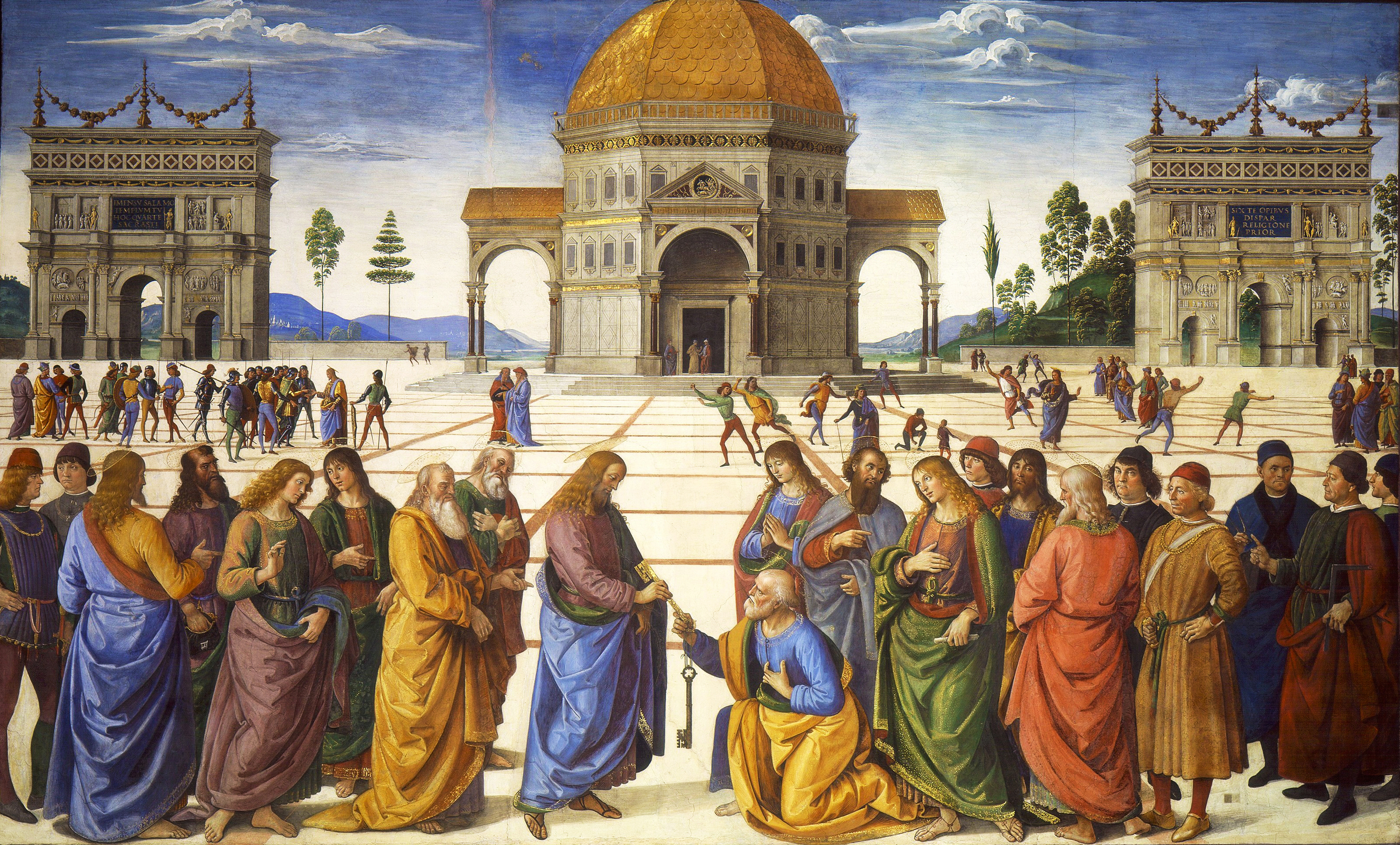
ピエトロ・ペルジーノ『聖ペテロへの天国の鍵の授与』1481年-1482年
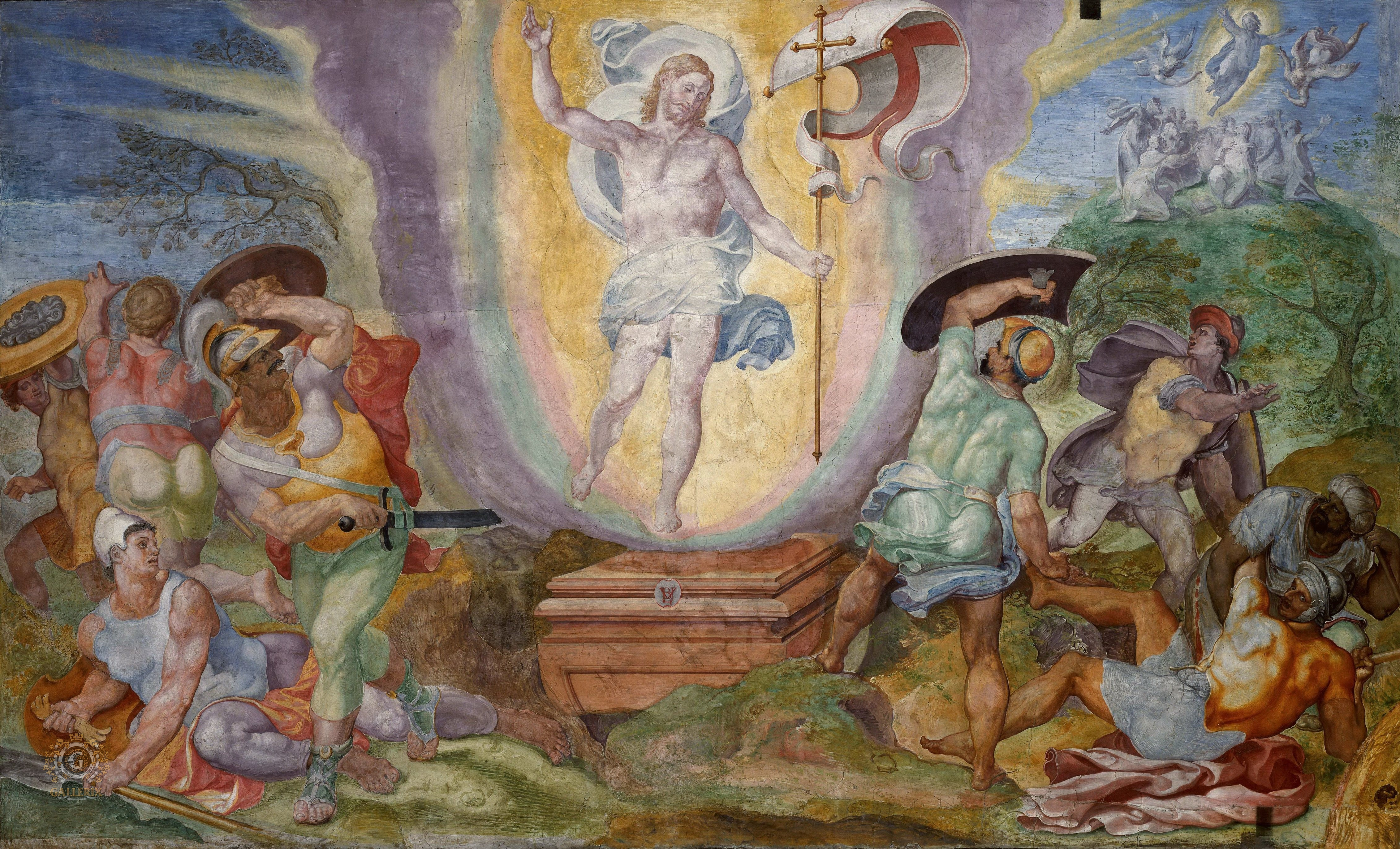
ヘンドリク・ファン・デン・ブルーク『キリストの復活』1571年-1572年